# ديفيد غوردون (ملحن)
ديفيد غوردون (بالإنجليزية: David Gordon)‏ هو مغني أوبرا ومغني وملحن أمريكي، ولد في 7 ديسمبر 1947.